# أنطوان أبيل
أنطوان أبيل (بالفرنسية: Antoine Abel)‏ هو كاتب وشاعر سيشلي، ولد في 20 نوفمبر 1934 في أنس بويلاو ‏ في سيشل، وتوفي في 19 أكتوبر 2004 في ماهيه في سيشل.